# Culàti di Valdagno
I culàti di Valdagno sono fette di rape bianche essiccate, prodotti nel tardo autunno per la conservazione. Tale tradizione sta scomparendo, venendo meno la necessità di conservare le rape con questo sistema. I Culàti erano consumati dopo essere stati cotti in padella, solitamente accompagnando piatti di carne. Sono stati riconosciuti come P.A.T..